# Sally Scales
Sally Scales (1989) és una artista australiana. És una dona pitjantjatjara de Pipalyatjara, a l'extrem oest de les terres Anangu Pitjantjatjara Yankunytjatjara (APY), a l'Austràlia Meridional. Sally és filla de Josephine Mick, líder cultural i artista sènior de Ninuku Arts i el difunt Ushma Scales, fabricant de cuir i un dels fundadors de Maruku Arts i de l'arxiu cultural APY Ara Irititja. La seva àvia també era pintora.
És la persona més jove i la segona dona que ocupa el càrrec de presidenta de l'APY i és portaveu de l'APY Art Center Collective, un grup d'empreses culturals de propietat indígena, amb el que ha treballat des del 2013. A més de treballar amb el col·lectiu, Sally duu a terme treballs de consultoria per a l'Art Gallery of South Australia.
Sally forma part de l'equip de lideratge juvenil per a la reforma de la Declaració d'Uluru, després d'haver participat en els diàlegs regionals sobre la Constitució del Consell del Referèndum a Ross River, Adelaida i la convenció nacional a Uluru el 2017. Des de llavors, Sally ha participat amb el lideratge de Voice, Treaty and Truth (Veu, Tractats i veritat).
Sally es va centrar en la seva pràctica artística el 2020, com a conseqüència de la Pandèmia de COVID-19. Va fer la seva primera exposició a l'APY Gallery Adelaide el març de 2021 esgotant les localitats. Scales ha guanyat diversos premis i va estar nomenada finalista dels National Aboriginal and Torres Strait Islander Art Awards (NATSIAA) de 2022.
L'any 2022 va ser nomenada per formar part del grup que treballava amb el govern australià abans d'un referèndum conegut com «Voice to Parliament» (Veu al Parlament), una consulta històrica que, si té èxit, veuria els indígenes representats permanentment en els processos parlamentaris. Aquell any va ser escollida a la llista 100 Women de la BBC, nominada per l'antiga política Julia Gillard que va destacar «La Sally és una creadora tant d'art meravellós com de comprensió humana. En il·luminar i entusiasmar els altres, catalitza els molts canvis necessaris per acabar amb la combinació perniciosa de racisme i sexisme».
La Sally és la mare adoptiva d'un nen anomenat Walter.